# 塙直政
塙 直政（ばん なおまさ）は、戦国時代から安土桃山時代の武将。織田信長の重臣。山城守護として槇島城主になり、次いで大和守護も兼務して多聞山城主となった。石山本願寺との戦いに敗れ、摂津国三津寺で一族らと共に討死した。（他の名前の説明は下記）

## 名前について
名字の読みについて、『織田信長家臣人名辞典』は『寛政重修諸家譜』（『重修譜』）では「はなわ」と訓があると書いているが、実際には『重修譜』の訓は「はん」と書いてある。『尾張群書系図部集』の訓は「バン」「ハナワ」が併記されている。谷口克広は『年代記』『多聞院日記』は「ハン」、『言継卿記』は「伴」が当て字されているため、「ばん」と読むのが正しいのであろうとする。
諱については、谷口ははじめ正勝（まさかつ）を名乗ったとするが、『戦国人名辞典』などははじめ九郎左衛門重友を名乗ったとする。谷口は『重修譜』が作る重友は一次史料では確認できないとする。下記するが、花押や古文書にみえるのは、正勝と直政だけのようである。
後に九州の名族の原田（はらた）姓を下賜されたので、原田 直政（はらた なおまさ）あるいは原田備中守ともいった。

## 生涯

### 前歴
塙氏は後世の系図によると平姓で、先祖の塙二郎盛トモあるいは盛幹から幹常・幹行と代々常陸国（※陸奥国）塙村（はなわむら）に住んでいたが、その後胤の右馬允頼重が康安年中（1361年から1362年）に斯波氏に属して、尾張国春日井郡山田荘に移って、大野木・能野・小田井・豊羽などに住んだという。代々の当主が尾張春日井郡の大野木城城主として同地を領したので、一族には大野木姓を名乗る者もおり、『紹巴富士見道記』に見える大野木義元は『尾張志』に立項されている連歌師塙茂元と同一人物という説がある。
上記の系図によると頼重の子・二郎左衛門尉直頼から道祐入道までの系譜は不明で、道祐は織田駿河守の子で塙氏の養子となり織田出羽守の娘を娶り、天正19年（1591年）に清洲城で「戦死」したとされる。道祐は織田弾正忠信定の子を養子とし、右近大夫直信と名乗らせ、織田伊勢守の娘を娶らせた。
直政は、塙右近大夫の子、同国春日井郡比良村の人で、大野木村を領した。妹の明鏡院智勝尼は織田信長の側室で、塙氏も生駒氏などの家臣と同じく信長の姻族にあたる。
織田信長に馬廻として仕え、弘治2年（1556年）8月の稲生合戦や、永禄元年（1558年）の浮野合戦で、軍功があった。永禄3年（1560年）の桶狭間の戦いでも、若干の首級をあげた。永禄年間に赤母衣衆に抜擢されている。

### 信長の側近官僚
永禄11年（1568年）9月の信長の上洛に従う。
永禄12年（1569年）4月16日、幕府御供衆の一色藤長に宛てて天龍寺意足軒周悦首座の馳走を請うたのが文書史料における初見で、この時は大津長昌と名を連ねて「塙九郎左衛門尉正勝」と署名している。8月の伊勢大河内城攻めに従軍し、包囲の柵を巡回警固する24名（菅屋長頼、前田利家、福富秀勝、中川重政など）の尺限廻番衆の1人に選ばれた。
元亀元年（1570年）5月、丹羽長秀と共に鉄砲調達の奉行を命じられた。6月22日、信長は小谷城攻撃を中止して撤収することになり、簗田広正・中条家忠・佐々成政が殿軍を命じられたが、これに参加した直政は山上で防戦するように助言して戦い、敵を撃退できたという。8月24日、吉田兼和（後に兼見）が信長を訪ねて来て取次役を務めたが、このときに知己を得た兼和が11月26日に自宅を来訪したので、翌日、彼の伝言を信長に伝えた。
元亀2年（1571年）2月17日、近江横山城にいる羽柴秀吉の与力大橋長将（長兵衛）の美濃多芸郡高畠の在所で、直政は菅屋長頼や市橋長利や塚本小大膳と違乱行為をしていたので、秀吉から書状で諭されて止めるように申し付けられた。直政は、明智光秀・島田秀満・松田秀雄の奉行や幕臣らと、9月末日、阿弥陀寺領に反別一升の段銭を課し、10月15日、禁裏賄料にするために利息三割で米を京中に貸し付けた。
元亀3年（1572年）3月12日、信長を訪ねて妙覚寺にやって来た吉田兼和より弓懸ニ具を贈られる。5月23日、石清水八幡宮領の狭山郷が押領されている問題の糾明を八幡宮の家人に約束する。6月、信長の右筆の松井友閑より大徳寺領賀茂境内の扱いについて指図を受けて、11月2日、秀吉と共に大徳寺領を粗略にせずに扱うと誓書する。12月6日、秀吉・丹羽長秀・島田秀満ら7将で、諸商人に朱印状を出し与えている。

元亀4年（1573年）2月、信長と将軍足利義昭の対立が深まると、光浄院暹慶（山岡景友）らが近江国石山・今堅田で挙兵したので、信長は柴田勝家・明智光秀・丹羽長秀・蜂屋頼隆にこれを攻めさせる一方で、直政を調停の使者として義昭のもとに派遣した。しかし途中で直政は眼病になったので、急遽、島田秀満と松井友閑が代役となった。眼病が癒えると、3月7日、村井貞勝と人質となる信長の子に付き添って上京するが、義昭は和睦を拒否して受け取らなかった。戦が始まると、3月末に直政は東寺に書状を発して、寺内での陣取りや乱妨をしないと約束している。正親町天皇の勅命で講和が成立すると、4月27日、将軍宛の起請文に、京都の政務を扱う三将として、塙直政・滝川一益・佐久間信盛が署名した。
同年7月の槇島城攻めに従軍し、特に軍功はなかったようだが、吉田兼和の陣中見舞いで鮎をもらっている。
天正2年（1574年）2月1日、岐阜に赴いた津田宗及に信長の命令を伝達。この年の3月に信長は正倉院の有名な香木を所望して、21日には直政を大和に派遣し、直政と筒井順慶を使者として東大寺に蘭奢待を拝見したいとの希望を伝えたが、勅許があれば封を解いて従うという返答を得たので、26日、勅使の日野輝資と飛鳥井雅春の到着を待って、27日、信長は大和多聞城に入り、奉行の直政・菅屋長頼・佐久間信盛・柴田勝家・丹羽長秀・蜂屋頼隆・荒木村重・武井夕庵・松井友閑および津田坊（信澄）が、東大寺正倉院から蘭奢待を城に持ち帰った。翌28日、東大寺僧3人の立会のもと、六尺の蘭奢待のうち1寸8分だけ切り取られた。

### 山城および大和の守護
同年5月、信長は三淵藤英の所領を没収してその居城・山城伏見城を破却し、塙直政を「山城守護」に任命して、槇島城へ入れた。この「守護」の職責は、幕府のそれと異なり、地域の土豪や地侍を統括するもので、実際の直政の担当範囲は、宇治川以南の南山城に限られた。信長は山城国の支配権を四分割して、洛中は京都所司代の村井貞勝、桂川以西は長岡藤孝、北部は明智光秀（不在時は松井友閑と武井夕庵）、南部は塙直政が治めるという分担とした。
同年7月19日、直政は興福寺に木津にあった坊領の注進状を指出を命じた。11月10日、大和法隆寺の学侶（西寺）と堂衆（東寺）が対立して乱妨する事態になったので、信長は東寺と西寺を別離させることにして、東寺に寺領を安堵して、西寺が（東寺の寺領に）段銭を課すのを停止させ、従わぬ場合には成敗するとして、直政を奈良に派遣してその旨を申し渡させた。12月4日、山城の土豪・狛綱吉の神童寺村の本知を安堵する。同月18日、直政は信長の朱印状に従って（宇治茶の生産を束ねる）上林久重・久茂父子に同国宇治槇島における諸商人の荷物の運搬と通路、宿を管理するように命じた。

天正3年（1575年）2月4日、直政の被官塙安弘が仁和寺領の大和稗田荘の代官となった。3月23日、直政は「大和守護」を兼任するように命じられ、多聞山城の城主とされた。これで直政は、南山城（山城国1/4）と大和一国の支配者として国衆を束ねることになる。直政の大和国の所領は十市郷の三分の一程度だったが、筒井順慶や井戸良弘ら大和国衆の大半を配下に置いた。4月8日、信長は三好康長の籠もる河内高屋城を攻め、駒ヶ谷山に陣を構えて、佐久間信盛・柴田勝家・丹羽長秀・直政に、谷々の奥まで進んで田畑を焼き払わせた。

同年5月21日、三河長篠合戦では、佐々成政・前田利家・野々村正成・福富秀勝と並んで、直政は鉄砲奉行に任じられている。畿内から派遣された軍勢は僅かではあったが、筒井順慶と長岡藤孝が送った鉄砲隊を指揮したようである。
同年6月24日、直政は多聞山城の修復を始めた。7月3日、信長は官位昇進の勅諚を辞退して、主だった家臣に官位を賜ることを願い出て許され、『信長公記』には松井友閑・武井夕庵・明智光秀・簗田広正・丹羽長秀の5名の名が見えるが、この他にも羽柴秀吉・村井貞勝・塙直政もこの名誉に預かったらしく、直政は、原田の姓を下賜され、以後は「原田備中守直政」と署名するようになる。7月19日、配下の松永久通と故十市遠勝の後室との婚姻を延期させた。7月26日、直政は、奈良明王院の坊官の大喜多亀介と兵庫介を山城槙島城に誘い出して殺し、同院を差し押さえて閉鎖した。8月13日、直政は小早川隆景に書を送って通好する。

同年8月15日、信長は、北畠信意・神戸信孝・柴田勝家・惟住長秀（丹羽）・滝川一益・惟任光秀（明智）・羽柴秀吉・原田直政ら3万の大軍を率いて、越前の一向宗門徒を攻めて府中に入った。一揆の頭目の阿波賀三郎兄弟は投降したが、信長はこれを許さず、直政に彼らの殺害を命じた。17日、下間頼照らの首を持参して戻った朝倉景健も許されずに自害を命じられた 。残党狩りが続き、『尋憲記』によると、陣中見舞いに来た尋憲のいる前で、直政は農民200余人の首を刎ね始めたといい、肝を潰した尋憲が何とか命乞いをして残った農民の命を助けたという。翌月、吉田兼和も陣中見舞いに訪れ、直政・柴田勝家・佐久間信栄に贈り物をした。越前の一向一揆は9月中に鎮圧された。
この頃、河内国の支配の一部が直政に任されており、同年10月27日、信長の朱印状に基づいて河内金剛寺の所領を安堵し、11月22日、同寺の諸役を免除した。直政は、南山城（山城1/4）と大和の2カ国の統治に加えて河内国の城割を行うなど広範囲の支配権、国衆の統率を任されていて、これはこの時点での柴田勝家ら宿老に匹敵するほどの勢力であり、賜姓を許されたのも「御家老の御衆」に限られたのであって、直政は名実ともに信長の重臣となっていた。
同年11月7日、松井友閑は、前年の裁定に不満をもつ法隆寺学侶（西寺）の訴えに対して、直政の裁定に従うように申し付けている。また『重修譜』は12月に従五位下左衛門佐に叙任されたとする。

### 本願寺攻めと戦死

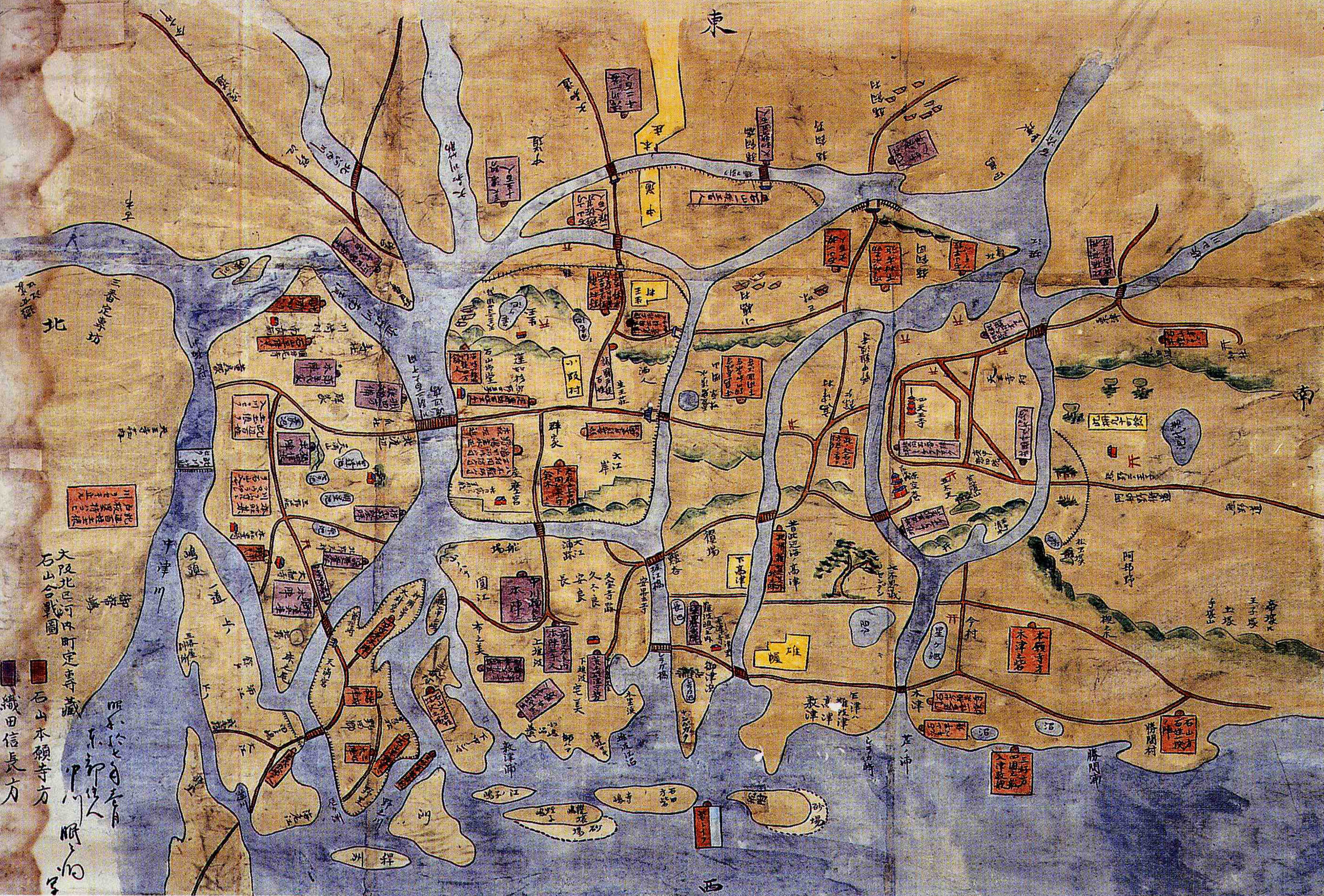
石山戦争図（和歌山市立博物館蔵）右側に天王寺（砦）右下に木津砦で対岸が三津寺。

天正4年（1576年）2月10日、直政は配下の筒井順慶や松永久通と、興福寺の神事である薪猿楽（たきぎさるがく）を観覧する。3月2日、配下の荘村安芸が反乱を起こしたので、彼の居城の山城木津城を攻めて陥落させた。3月11日以前に河内国に徳政令を出した。
同年3月17日、『多聞院日記』によるとこの日に直政は大和多聞山城を巡検した。同月21日、直政は松永久通に十市遠長の大和十市城を攻めさせ、これを開城させて放逐したので、22日、直政は十市城を接収して城内を巡検した。
同年4月14日、顕如（本願寺光佐）が摂津石山城（石山本願寺）に拠って再び挙兵したので、信長は、惟任光秀・長岡藤孝・原田直政・荒木村重・筒井順慶等を攻撃に差し向けた。石山城の南側にある天王寺城（砦）には、原田直政を大将として筒井順慶・三好康長（笑岩）・根来衆らが入った。一揆勢は木津川の両岸に木津砦と楼岸砦の出城を築いて、これを用いて海路から補給を維持して兵糧を入れていたので、信長は両砦の中間の中洲にある三津寺の地と木津砦を奪って補給路を断つことを考えて、直政にこれの攻撃を命じ、代わって天王寺には佐久間信栄・明智光秀を守将として入れ、猪子高就・大津長昌を検使とした。

同年5月3日、直政は摂津三津寺の一向宗門徒を攻めた。まず笑岩が率いる和泉・根来衆が攻めかかり、次いで直政が率いる山城・大和衆が続いたが、背側の楼岸砦より出撃した（鈴木重秀率いる雑賀衆と思われる）一揆勢の数千挺の鉄砲で迎撃され、激戦となって三好勢がまず崩れ、直政は数時間は持ち堪えたが猛攻撃で包囲され、乱戦の中で原田直政・塙安弘・塙小七郎・箕浦無右衛門・丹羽小四郎は枕を並べて討死した。一揆勢は余勢を駆って四天王寺を焚き、天王寺城に襲いかかったので、明智らは包囲されて窮地に陥り、救援を求めた。5日、京都にいた信長は諸国に出陣を号令して自ら僅か100騎で急ぎ若江に着陣すると、7日、信長自ら負傷するも一揆勢を蹴散らして城の包囲を解いた。
戦後、信長は直政の敗戦に激怒し、塙一族を探索捕縛を命じて、丹羽ニ介と塙孫四郎が罪人として捕らわれた。5月17日、新たに大和国の支配を委ねられた筒井順慶は、直政の連類からの預かり物の提出と、同一族の寄宿厳禁のお触れを出して追放した。
『寛政重修諸家譜』によれば、直政には安友という一子がいたとされる。後に安友は江戸で小児の医業を生業として暮らしたという。

## 関連作品
小説
- 伊東潤『毒を食らわば』（『王になろうとした男』収録の短編）－文藝春秋
- 壬生一郎『信長の庶子』（2019年～、既刊３巻。妹・直子が産んだ信正を主人公とした小説）イラスト：土田健太　宙出版